# Meteorus megalops
Meteorus megalops är en stekelart som beskrevs av Nina M. Zitani 1998. Meteorus megalops ingår i släktet Meteorus och familjen bracksteklar. Inga underarter finns listade i Catalogue of Life.